# Herbert Kenneth Airy Shaw
Herbert Kenneth Airy Shaw (1902 – 1985) è stato un botanico ed entomologo britannico.
Ha descritto numerose nuove famiglie botaniche tra cui: Alseuosmiaceae, Anarthriaceae, Hanguanaceae, Carlemanniaceae, Dioncophyllaceae, Ecdeiocoleaceae, Emblingiaceae, Oncothecaceae, Paracryphiaceae, Rapateaceae, Sladeniaceae e Tetramelaceae.

## Opere
- Sphenocleaceae, Flora of Tropical East Africa, London, 1968, 3 p.
- The Euphorbiaceae of Borneo, Kew Bulletin. Additional Series vol. 4, London, 1975, 243 p. ISBN 0112410995
- The Euphorbiaceae of New Guinea, Kew Bulletin. Additional Series vol. 18, London, 1980, 243 p. ISBN 0112411460
- John Christopher Willis, A dictionary of the flowering plants and ferns, 8e édition revue par H.K.A. Shaw, Cambridge, 1985, xxii + 1245 + lxvi p. ISBN 052108699X

| Airy Shaw è l'abbreviazione standard utilizzata per le piante descritte da Herbert Kenneth Airy Shaw. Consulta l'elenco delle piante assegnate a questo autore dall'IPNI. |